# Jacques-Alexandre le Tenneur
Jacques-Alexandre le Tenneur, né à Paris en 1604 et mort en 1659, sieur de Goumiers, conseiller du roi en sa cour des aides de Guyenne, est un polémiste connu de son temps comme mathématicien. Estimé de Pierre Gassendi, c'est un élève de Pierre Hérigone et un correspondant de Mersenne. Ce dernier le croit élève de Roberval

## Biographie
Il est fils de Benjamin le Tenneur, secrétaire du roi et greffier du conseil privé, conseiller d'état mort en 1618 à La Rochelle. Il a pour sœur Françoise le Tenneur, mariée en 1652 au comte de Chambors en Vexin Guillaume de la Boissiere, et pour frères François le Tenneur, maréchal de camp maître d'hôtel du roi tué à la bataille de Lens en 1648, et un troisième le Tenneur, président de la Cour des monnaies à Paris.
Après trente premières années passées sans doute à Paris, cet autodidacte qui s'est plaint des cours d'Hérigone se fait connaître des cercles de Mersenne en publiant un traité des incommensurables. Il souhaite qu'on en revienne à une géométrie de la règle et du compas, et qu'on abandonne les arguments algébriques qui accompagnent toute géométrie depuis François Viète. Après un voyage à Clermont, on le retrouve de nouveau à Paris. Ami admiratif de Gassendi, il se déclare en 1647 partisan de Galilée. C'est un des rares Français à comprendre la pensée du savant italien à propos de la chute des corps dans le vide. Galilée lui écrit et demande son soutien. En janvier 1648, (Référence ?) Mersenne lui suggère de renouveler l'expérience de Torricelli au Puy-de-Dôme. Mais en fait c'est Blaise Pascal qui a fait la demande de cette expérience le 15 novembre 1647 à son beau-frère Florin Périer. Elle est réalisée  par Périer le 19 septembre 1648 ("Oeuvres complètes" de Pascal La Pléiade 1980). Elle démontre les erreurs de le Tenneur pour qui, comme Descartes, la nature a horreur du vide). En 1649, il se rend à Blois et y rencontre Florimond de Beaune avec qui il s'entretient de la géométrie de Descartes. En 1651, il est nommé conseiller du roi au sénat de Guyenne.
Cette année-là, il attaque les œuvres du Franc-Comtois Jean-Jacques Chifflet, par la publication de Veritas vindicata adversùs Chiffleti et en 1652, il publie un traité apologétique sur la Sainte Ampoule de la cathédrale de Reims, où il cherche à démontrer que la légitimité royale ne tient pas aux conditions de l'onction. Chifflet, agent du roi d'Espagne, lui répond par un Tenneurius expensus auquel le Tenneur répond par un Chìffletius ridiculus et une Responsìo ad parangon Chiffletianum. Une fois encore, il réfute ce que Chifflet dit du baptême de Pépin, fils de Charlemagne. Une controverse sur la date de sa mort laisse penser que cette fin de vie appartient en fait à un homonyme.

## Sources
- Louis Moreri, Claude-Pierre Goujet, Étienne-François Drouet, Le grand dictionnaire historique, ou le Mélange curieux de l'histoire sacrée, Libraires associés, Le Mercier, 1759.
- Le Tenneur sur Mac Tutor.